# Habrmannova (Plzeň)
Habrmannova je ulice ve Východním Předměstí v Plzni, která spojuje ulici Úslavskou se Slovanskou. Pojmenována je podle československého politika, senátora a ministra vlád Gustava Habrmana. Dříve se jmenovala Sibiřská. Kříží se s ulicemi Juguslávská, Jablonského a Koterovská a protíná Jiráskovo náměstí. Veřejná doprava ulicí neprojíždí, avšak je situována do ulic Koterovská (zastávka Bazén Slovany – tramvaj č. 2) a Slovanská (zastávka Liliová – tramvaj č. 1 a noční autobusové linky). Dříve po této ulici byla pojmenována tramvajová zastávka na Koterovské třídě, která byla později přejmenována na Bazén Slovany. Od roku 2009 se okolí ulice a vnitrobloky upravují, v plánu je rozsáhlá rekonstrukce Jiráskova náměstí (2019).
V roce 2007 se objevil problém se psaním názvu této ulice. V mapách a jiných aktech je uvedena jako Habrmannova, ale správně by název měl být Habrmanova. Stejný problém má i název Habrmanova náměstí v Doubravce.

## Budovy, firmy a instituce
- pošta Plzeň 8[6]
- Masarykova (dříve 12.) základní škola[7]
- 13.ZŠ Plzeň
- bufet

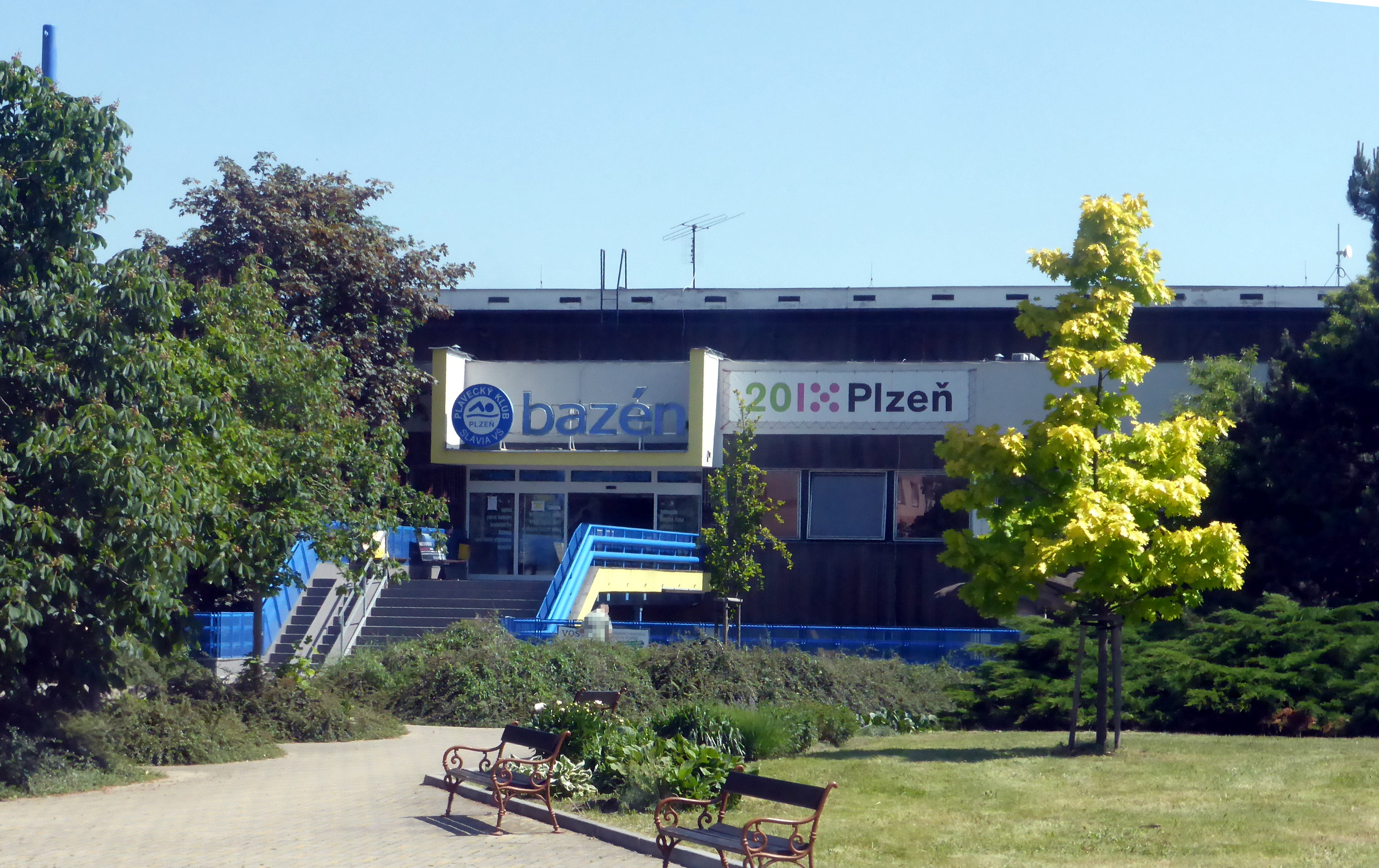
Plavecký bazén